# NIFL Premiership 2018-19
La NIFL Premiership 2018-19 fue la 118ª temporada de la Liga Norirlandesa de Fútbol, la liga de fútbol más alta de Irlanda del Norte. El torneo comenzó el 4 de agosto de 2018 y finalizó el 27 de abril de 2019. El Linfield conquistó el 53° título de su historia

## Sistema de competición
El torneo constó de dos fases, en la Fase regular los doce equipos participantes jugaron entre sí, todos contra todos, tres veces totalizando 33 partidos cada uno, al final de estos 33 partidos fueron divididos en dos grupos. el Grupo campeonato lo integraron los seis primeros de la Fase regular, mientras que el Grupo descenso lo integraron los seis últimos, dentro de cada grupo los seis equipos jugaron entre sí, todos contra todos, una vez, sumando así cinco partidos más generando un total de 38 partidos, los resultados estadísticos de la Fase regular se mantuvieron en cada uno de los grupos. Al final de las 38 jornadas el primer clasificado del Grupo campeonato obtuvo un cupo para la segunda ronda de la Liga de Campeones 2019-20, mientras que el segundo y tercer clasificados obtuvieron un cupo para la primera ronda de la Liga Europea 2019-20, por otro lado los cuatro últimos de este grupo más el primer clasificado del Grupo descenso jugaron unos Play-offs por un cupo para la primera ronda de la Liga Europea 2019-20. El último clasificado del Grupo descenso descendió al NIFL Championship 2019-20, mientras que el penúltimo clasificado jugó un play-off, que decidió el equipo que jugara en la NIFL Premiership 2019-20
Un tercer cupo para la primera ronda de la Liga Europea 2019-20 fue asignado al campeón de la Copa de Irlanda del Norte.

## Clubes
| Equipo           | Ciudad      | Estadio                 | Capacidad |
| ---------------- | ----------- | ----------------------- | --------- |
| Ards             | Bangor      | Clandeboye Park         | 1.895     |
| Ballymena United | Ballymena   | The Showgrounds         | 3.050     |
| Glenavon         | Lurgan      | Mourneview Park         | 4.160     |
| Glentoran        | Belfast     | The Oval                | 6.050     |
| Cliftonville     | Belfast     | Solitude                | 2.530     |
| Coleraine        | Coleraine   | The Showgrounds         | 2.496     |
| Crusaders        | Belfast     | Seaview                 | 3.383     |
| Dungannon Swifts | Dungannon   | Stangmore Park          | 5.000     |
| Institute        | Drumahoe    | Brandywell              | 7.700     |
| Linfield         | Belfast     | Windsor Park            | 10.500    |
| Newry City       | Newry       | The Showgrounds (Newry) | 2.275     |
| Warrenpoint Town | Warrenpoint | Milltown Playing Fields | 2.000     |

### Ascensos y descensos
| Pos. | Ascendidos de Championship 2017-18 |
| ---- | ---------------------------------- |
| 1    | Institute                          |
| 2    | Newry City                         |

| Pos. | Descendidos de Premiership 2017-18 |
| ---- | ---------------------------------- |
| 11   | Carrick Rangers                    |
| 12   | Ballinamallard United              |

## Primera fase

### Clasificación
| Pos. | Equipo           | Pts. | PJ | G  | E | P  | GF | GC | Dif. | Clasificación 2018–19    |
| ---- | ---------------- | ---- | -- | -- | - | -- | -- | -- | ---- | ------------------------ |
| 1    | Linfield         | 77   | 33 | 24 | 5 | 4  | 70 | 21 | +49  | Ronda por el campeonato  |
| 2    | Ballymena United | 68   | 33 | 21 | 5 | 7  | 74 | 42 | +32  | Ronda por el campeonato  |
| 3    | Crusaders        | 64   | 33 | 20 | 4 | 9  | 65 | 44 | +21  | Ronda por el campeonato  |
| 4    | Glenavon         | 60   | 33 | 17 | 9 | 7  | 60 | 40 | +20  | Ronda por el campeonato  |
| 5    | Cliftonville     | 54   | 33 | 17 | 3 | 13 | 62 | 54 | +8   | Ronda por el campeonato  |
| 6    | Coleraine        | 51   | 33 | 14 | 9 | 10 | 51 | 46 | +5   | Ronda por el campeonato  |
| 7    | Glentoran        | 38   | 33 | 10 | 8 | 15 | 49 | 49 | 0    | Ronda por la permanencia |
| 8    | Institute        | 38   | 33 | 11 | 5 | 17 | 45 | 65 | −20  | Ronda por la permanencia |
| 9    | Dungannon Swifts | 36   | 33 | 9  | 9 | 15 | 37 | 56 | −19  | Ronda por la permanencia |
| 10   | Warrenpoint Town | 34   | 33 | 9  | 7 | 17 | 40 | 67 | −27  | Ronda por la permanencia |
| 11   | Ards             | 19   | 33 | 4  | 7 | 22 | 27 | 58 | −31  | Ronda por la permanencia |
| 12   | Newry City       | 17   | 33 | 4  | 5 | 24 | 23 | 61 | −38  | Ronda por la permanencia |

Actualizado a los partidos jugados el 30 de marzo de 2019.
 Fuente: Soccerway

### Resultados cruzados
| Local \ Visitante | ARD | BYM | CLI | COL | CRU | DUN | GLA | GLT | INS | LIN | NEW | WPT |
| ----------------- | --- | --- | --- | --- | --- | --- | --- | --- | --- | --- | --- | --- |
| Ards              | —   | 1–2 | 1–3 | 0–0 | 0–1 | 2–2 | 0–2 | 0–2 | 0–1 | 2–1 | 4–0 | 1–1 |
| Ballymena United  | 2–0 | —   | 2–1 | 3–3 | 3–0 | 1–1 | 2–1 | 2–1 | 6–1 | 2–1 | 3–0 | 1–2 |
| Cliftonville      | 3–1 | 3–2 | —   | 1–2 | 1–5 | 5–1 | 4–2 | 1–0 | 3–0 | 1–1 | 3–1 | 3–1 |
| Coleraine         | 1–0 | 2–2 | 1–2 | —   | 1–0 | 2–1 | 1–4 | 1–1 | 2–2 | 0–0 | 0–1 | 3–0 |
| Crusaders         | 4–2 | 2–2 | 3–2 | 0–3 | —   | 1–0 | 3–0 | 3–0 | 3–2 | 0–2 | 1–0 | 3–1 |
| Dungannon Swifts  | 0–0 | 0–2 | 1–1 | 0–2 | 3–2 | —   | 1–1 | 1–0 | 2–1 | 1–2 | 1–1 | 0–2 |
| Glenavon          | 3–1 | 4–0 | 0–2 | 4–0 | 3–2 | 2–1 | —   | 1–1 | 3–3 | 0–1 | 2–0 | 1–1 |
| Glentoran         | 4–0 | 0–1 | 1–2 | 2–2 | 2–2 | 2–1 | 1–2 | —   | 2–1 | 0–1 | 4–1 | 3–1 |
| Institute         | 1–0 | 1–2 | 6–4 | 1–2 | 1–4 | 0–0 | 1–4 | 3–3 | —   | 1–4 | 1–0 | 2–0 |
| Linfield          | 0–0 | 2–1 | 4–2 | 1–2 | 4–1 | 3–0 | 0–0 | 4–0 | 3–0 | —   | 3–1 | 1–1 |
| Newry City        | 2–0 | 1–2 | 1–0 | 1–1 | 0–3 | 2–1 | 1–2 | 1–1 | 0–2 | 0–2 | —   | 1–1 |
| Warrenpoint Town  | 1–0 | 1–6 | 2–1 | 2–1 | 1–2 | 1–1 | 2–4 | 1–1 | 0–1 | 0–5 | 2–2 | —   |

| Local \ Visitante | ARD | BYM | CLI | COL | CRU | DUN | GLA | GLT | INS | LIN | NEW | WPT |
| ----------------- | --- | --- | --- | --- | --- | --- | --- | --- | --- | --- | --- | --- |
| Ards              | —   | —   | —   | 1–2 | 2–2 | —   | —   | —   | 0–3 | 0–2 | 3–1 | 0–1 |
| Ballymena United  | 4–1 | —   | 2–1 | —   | —   | 2–2 | —   | 0–2 | —   | —   | 3–1 | —   |
| Cliftonville      | 4–1 | —   | —   | —   | —   | —   | 1–1 | 2–1 | 1–0 | 0–2 | 1–0 | —   |
| Coleraine         | —   | 0–4 | 4–1 | —   | —   | 1–2 | 1–1 | 2–0 | —   | —   | —   | —   |
| Crusaders         | —   | 3–2 | 2–0 | 4–2 | —   | —   | 1–1 | —   | —   | 0–1 | —   | —   |
| Dungannon Swifts  | 0–3 | —   | 3–1 | —   | 1–0 | —   | —   | —   | —   | 0–5 | 2–1 | 4–3 |
| Glenavon          | 2–0 | 0–2 | —   | —   | —   | 1–0 | —   | —   | 3–3 | 2–0 | —   | 1–3 |
| Glentoran         | 1–1 | —   | —   | —   | 0–1 | 2–4 | 1–2 | —   | —   | —   | 2–1 | —   |
| Institute         | —   | 1–2 | —   | 1–0 | 1–3 | 2–0 | —   | 0–2 | —   | —   | —   | —   |
| Linfield          | —   | 1–0 | —   | 3–2 | —   | —   | —   | 4–2 | 2–0 | —   | —   | 4–0 |
| Newry City        | —   | —   | —   | 1–4 | 0–1 | —   | 0–1 | —   | 1–2 | 0–1 | —   | 0–2 |
| Warrenpoint Town  | —   | 2–4 | 0–2 | 0–1 | 1–3 | —   | —   | 0–5 | 4–0 | —   | —   | —   |

## Grupo campeonato

### Clasificación
| Pos. | Equipo           | Pts. | PJ | G  | E  | P  | GF | GC | Dif. | Clasificación 2019–20                              |
| ---- | ---------------- | ---- | -- | -- | -- | -- | -- | -- | ---- | -------------------------------------------------- |
| 1    | Linfield (C)     | 85   | 38 | 26 | 7  | 5  | 77 | 27 | +50  | Primera Ronda de la Liga de Campeones              |
| 2    | Ballymena United | 78   | 38 | 24 | 6  | 8  | 83 | 47 | +36  | Ronda preliminar de la Liga Europa                 |
| 3    | Glenavon         | 70   | 38 | 20 | 10 | 8  | 74 | 46 | +28  | Play-offs para entrar en la Liga Europa de la UEFA |
| 4    | Crusaders        | 65   | 38 | 20 | 5  | 13 | 68 | 55 | +13  | Primera Ronda de la Liga Europa                    |
| 5    | Cliftonville (O) | 61   | 38 | 19 | 4  | 15 | 70 | 66 | +4   | Play-offs para entrar en la Liga Europa de la UEFA |
| 6    | Coleraine        | 56   | 38 | 15 | 11 | 12 | 59 | 55 | +4   | Play-offs para entrar en la Liga Europa de la UEFA |

Actualizado a los partidos jugados el 27 de abril de 2019.
 Fuente: Soccerway
Notas:
1. ↑  Tras ganar la Copa de Irlanda del Norte, el Crusaders obtuvo un cupo para la primera ronda de la Liga Europea 2019-20

### Resultados cruzados
| Local \ Visitante | BYM | CLI | COL | CRU | GLA | LIN |
| ----------------- | --- | --- | --- | --- | --- | --- |
| Ballymena United  | —   | —   | 1–0 | 3–0 | 4–3 | 0–1 |
| Cliftonville      | 1–1 | —   | 4–2 | 2–0 | —   | —   |
| Coleraine         | —   | —   | —   | 4–2 | —   | 1–1 |
| Crusaders         | —   | —   | —   | —   | —   | —   |
| Glenavon          | —   | 4–0 | 1–1 | 2–1 | —   | —   |
| Linfield          | —   | 5–1 | —   | 0–0 | 0–4 | —   |

| 1. |

## Grupo descenso

### Clasificación
| Pos. | Equipo           | Pts. | PJ | G  | E  | P  | GF | GC | Dif. | Clasificación 2019-20                              |
| ---- | ---------------- | ---- | -- | -- | -- | -- | -- | -- | ---- | -------------------------------------------------- |
| 1    | Glentoran        | 49   | 38 | 13 | 10 | 15 | 58 | 53 | +5   | Play-offs para entrar en la Liga Europa de la UEFA |
| 2    | Institute        | 44   | 38 | 13 | 5  | 20 | 59 | 72 | −13  |                                                    |
| 3    | Dungannon Swifts | 42   | 38 | 11 | 9  | 18 | 44 | 65 | −21  |                                                    |
| 4    | Warrenpoint Town | 39   | 38 | 10 | 9  | 19 | 51 | 79 | −28  |                                                    |
| 5    | Ards             | 27   | 38 | 6  | 9  | 23 | 31 | 63 | −32  | Playoffs de descenso.                              |
| 6    | Newry City       | 23   | 38 | 6  | 5  | 27 | 31 | 68 | −37  | Desciende a la NIFL Championship 2019-20           |

Actualizado a los partidos jugados el 27 de abril de 2019.
 Fuente: Soccerway

### Resultados cruzados
| Local \ Visitante | ARD | DUN | GLT | INS | NEW | WPT |
| ----------------- | --- | --- | --- | --- | --- | --- |
| Ards              | —   | —   | 1–0 | 1–1 | —   | —   |
| Dungannon Swifts  | —   | —   | 1–2 | 2–1 | —   | —   |
| Glentoran         | —   | —   | —   | 2–0 | —   | 2–2 |
| Institute         | 0–1 | —   | —   | —   | 2–1 | 2–1 |
| Newry City        | 3–0 | 0–1 | 0–2 | —   | —   | —   |
| Warrenpoint Town  | 1–1 | 5–3 | —   | —   | 2–4 | —   |

## Play-offs de la UEFA Europa League
Los equipos que terminaron en los puestos tercero, quinto al séptimo al final de la temporada regular participarán en los play-offs para determinar el tercer participante para la UEFA Europa League 2019-2020, que se clasificarán para la ronda preliminar.

### Semifinal
|}

### Final
| Equipo 1     | Resultado  | Equipo 2  |
| ------------ | ---------- | --------- |
| Glenavon     | 2–4        | Glentoran |
| Cliftonville | 5–3 (t.s.) | Coleraine |

|}

## Play-offs de relegación
Será jugado entre el undécimo clasificado de la liga contra el subcampeón de la NIFL Championship 2019-20
| Equipo 1     | Resultado  | Equipo 2  |
| ------------ | ---------- | --------- |
| Cliftonville | 2–0 (t.s.) | Glentoran |

| Equipo 1        | Agr. | Equipo 2 | Ida | Vuelta |
| --------------- | ---- | -------- | --- | ------ |
| Carrick Rangers | 3–1  | Ards     | 1–0 | 2–1    |

## Goleadores
- Fuentes: 1

| Pos. | Jugador           | Club             | Goles |
| ---- | ----------------- | ---------------- | ----- |
| 1    | Joe Gormley       | Cliftonville     | 20    |
| 2    | Michael McCrudden | Institute        | 19    |
| 3    | Andrew Waterworth | Linfield         | 17    |
| 4    | Cathair Friel     | Ballymena United | 16    |
| 5    | Stephen Murray    | Glenavon         | 15    |
| 6    | Paul Heatley      | Crusaders        | 14    |
| 7    | Ryan Curran       | Cliftonville     | 13    |
| 7    | Robbie McDaid     | Glentoran        | 13    |
| 9    | Rory Donnelly     | Cliftonville     | 12    |
| 9    | Paul McElroy      | Dungannon Swifts | 12    |